# Granada (tỉnh)
Granada là một tỉnh ở miền nam Tây Ban Nha, tại khu phía đông của cộng đồng tự trị Andalusia. Tỉnh này giáp các tỉnh Córdoba, Málaga ở phía tây, Jaén ở phía bắc, Albacete, Murcia ở phía đông bắc, Almería ở phía đông và Địa Trung Hải ở phía nam. Tỉnh lỵ là Granada.
Tỉnh có diện tích 12.635 km². Dân số năm 2008 là 901.220 người, trong đó có khoảng 30% sinh sống ở tỉnh lỵ. Tỉnh có 168 đô thị. Núi cao nhất ở bán đảo Iberia, Mulhacén, nằm ở Granada với độ cao 3.481 m.
Granada có một phần vườn quốc gia Sierra Nevada (ở dãy núi Sierra Nevada) chung với tỉnh Almería.